# Linkou

Situation du district dans Nouveau Taipei.

Linkou (chinois traditionnel : 林口區 ; pinyin : Línkǒu) est un district de la ville de Nouveau Taipei, à Taïwan.

## Géographie
- Superficie : 54,15 km2
- Population : 83 165 habitants (décembre 2010)